# Bifusepta
Bifusepta — рід грибів родини Rhytismataceae. Назва вперше опублікована 1963 року.

## Класифікація
До роду Bifusepta відносять 1 вид:
- Bifusepta tehonii